# 1796 au Canada
Pour un article plus général, voir Chronologie du Canada.
Cet article traite des événements qui se sont produits durant l'année 1796 au Canada.

## Événements

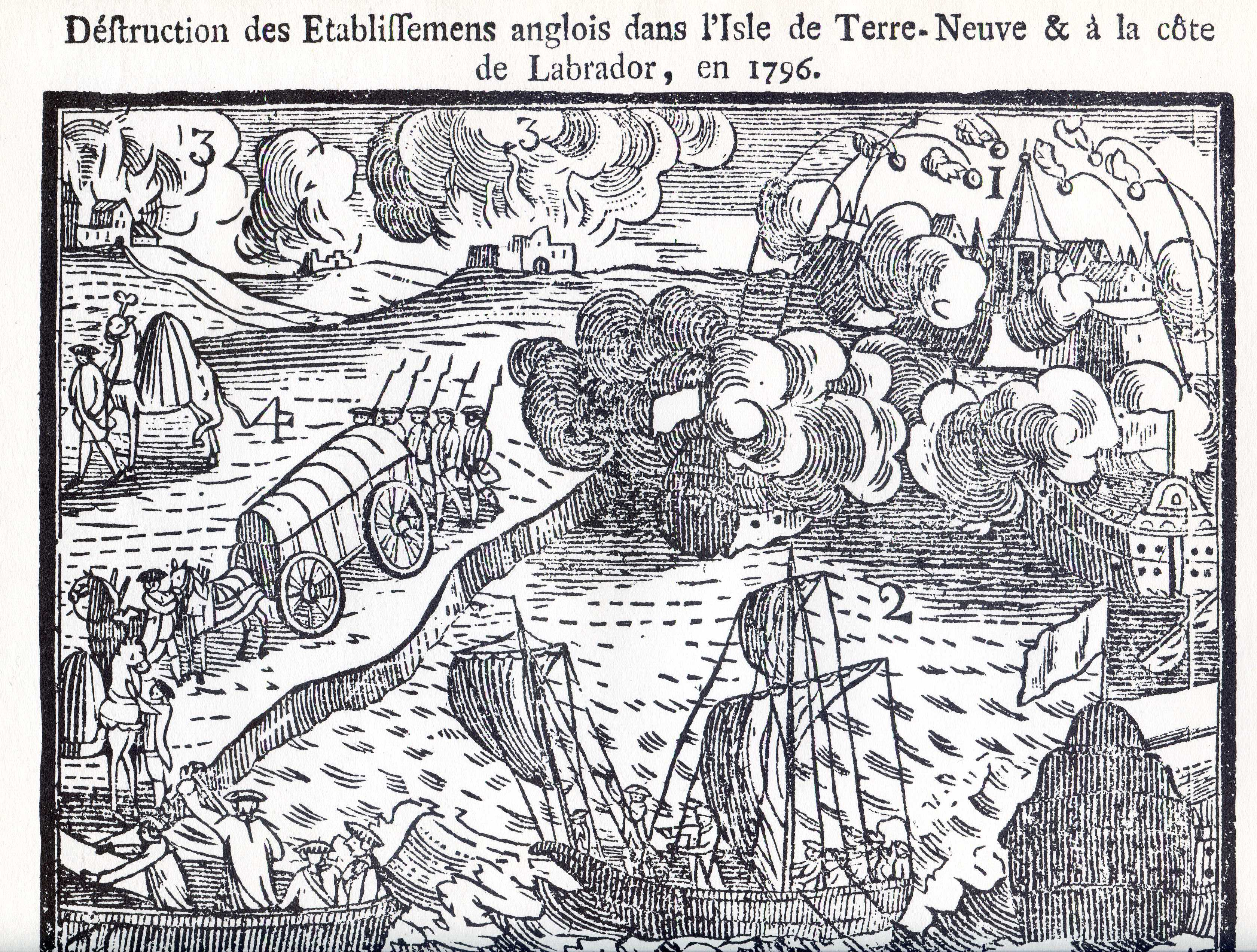
Attaque française sur les colonies anglaises de Terre-Neuve.

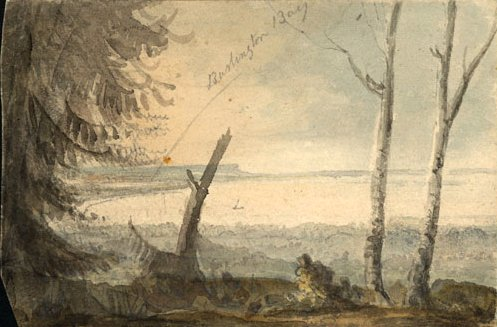
Baie de Burlington, Ontario en 1796 par Elizabeth Simcoe.

- 21 janvier : Robert Prescott est nommé lieutenant-gouverneur du Bas-Canada.
- 2 février : établissement du canton de Dunham qui est le premier des cantons de l'est[1].
- 7 mai, Bas-Canada : adoption par la Chambre d’assemblée de la loi sur les ponts et les chemins[2], très mal reçue par le peuple en général (Cette loi dispose que les chemins royaux auront trente pieds — 9,15 m — de largeur et seront sous le contrôle du grand voyer. Les habitants doivent nettoyer les fossés et entretenir les chemins. Ils sont également soumis à 12 jours de corvées, et peuvent en être dispensés à raison d’un chelin et trois deniers par jour.).
- 3 juin au 20 juillet : Élection au Bas-Canada pour former la Deuxième législature du Bas-Canada.
- Juillet : En l'absence du Lieutenant-gouverneur John Graves Simcoe dans le Haut-Canada, Peter Russell (en) le remplace.
- 11 juillet : Fort Niagara, Fort Saint-Joseph et Fort Détroit passe des mains des britanniques aux américains[3]. Les britanniques vont construire en retour Fort George à Niagara-on-the-Lake. Ils vont construire aussi Fort Amherstburg pour remplacer Fort Détroit.
- Juillet à Novembre : voyage de Isaac Weld dans le Bas-Canada et le Haut-Canada. De retour en Europe, il publiera Travels through the States of North America and the Provinces of Upper and Lower Canada during the Years 1795, 1796, and 1797.
- Août : Élection de la Deuxième législature du Haut-Canada (en).
- Fin août : Le contre-amiral français Joseph de Richery porte un raid majeur contre les établissements et navires de pêche à Terre-Neuve et Saint-Pierre-et-Miquelon.
- 9 octobre, Bas-Canada : les habitants du faubourg Saint-Roch sont convoqués à une assemblée pour élire les inspecteurs de chemins. La réunion tourne à l’émeute. Un magistrat est insulté et sa vie menacée. Quatre personnes sont accusées et trois d’entre elles sont condamnées à diverses peines. Quant à la quatrième, “ elle s’est soustraite aux recherches ”[2].
- Reconstruction de la Citadelle d'Halifax qui allait servir jusqu'après la Guerre de 1812.

## Naissances
- 8 mai : Jean-Baptiste Meilleur, médecin et homme politique.
- 24 mai : Joseph-Vincent Quiblier, prêtre et directeur du séminaire de Montréal.
- 1er juin : John Rae, économiste.
- 6 novembre : Bartholomew Gugy, militaire et homme politique.
- 17 décembre : Thomas Chandler Haliburton (en), auteur et homme politique.
- Décembre : John Redpath, homme d'affaires.
- Guillaume Sayer, marchand de fourrure métis.

## Décès
- 23 février : Jacob Jordan, homme politique (° 19 septembre 1741).
- 9 mars : Hugh Palliser, gouverneur de Terre-Neuve (° 26 février 1723).
- 22 avril : Paulus Æmilius Irving, militaire (° 23 septembre 1714).
- 29 septembre : Henry Hamilton, administrateur colonial (° 1734).
- Pierre-André Gohin de Montreuil, militaire (° 16 novembre 1722).